# 삼천포중학교
삼천포중학교(三千浦中學校)는 대한민국 경상남도 사천시 벌리동에 있는 사립 중학교이다.

## 학교 연혁
- 1946년 6월 20일 : 재단법인 보흥의숙 설립인가
- 1946년 6월 20일 : 삼천포중학교 설립인가
- 1946년 9월 18일 : 삼천포중학교 개교(9학급)
- 1976년 7월 2일 : 학교법인 백진학원으로 개칭
- 2016년 3월 1일 : 행복학교 지정(2016~2019)
- 2020년 3월 1일 : 행복학교 재지정(2020~2023)
- 2022년 5월 13일 : 제32대 김홍석 이사장 취임
- 2022년 12월 30일 : 제74회 졸업(졸업생 87명, 누계 15,477명)
- 2023년 3월 1일 : 제28대 강지태 교장 취임
- 2023년 3월 2일 : 제77회 입학식(입학생 87명)

## 참고 자료
- 삼천포중학교 - 한국교육학술정보원 학교알리미